# Konfesja św. Wojciecha
Konfesja św. Wojciecha – barokowa konfesja, składająca się z relikwiarza św. Wojciecha, patrona Polski oraz baldachimu, znajdująca się w bazylice prymasowskiej w Gnieźnie.

## Historia

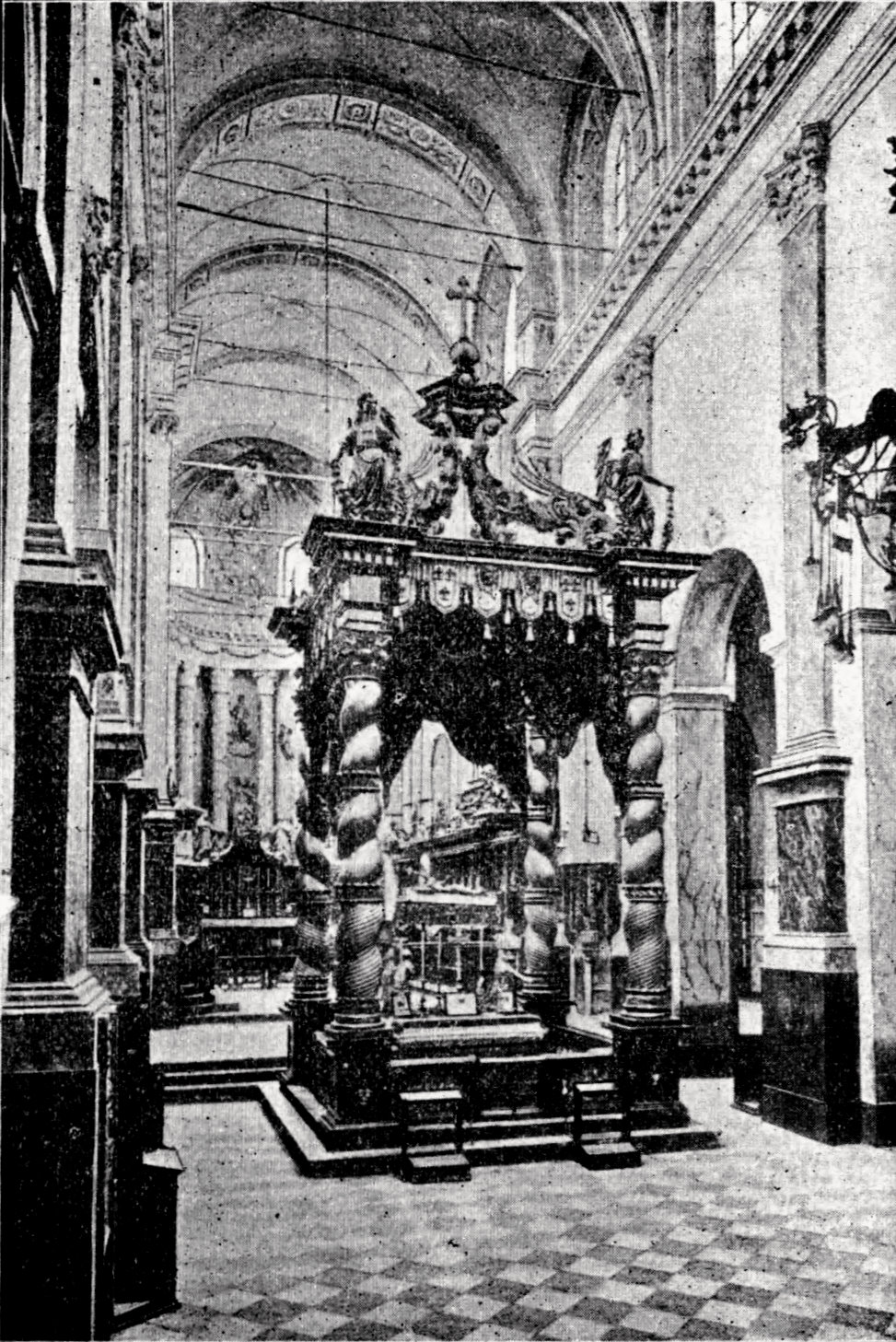
Konfesja w 1915 roku

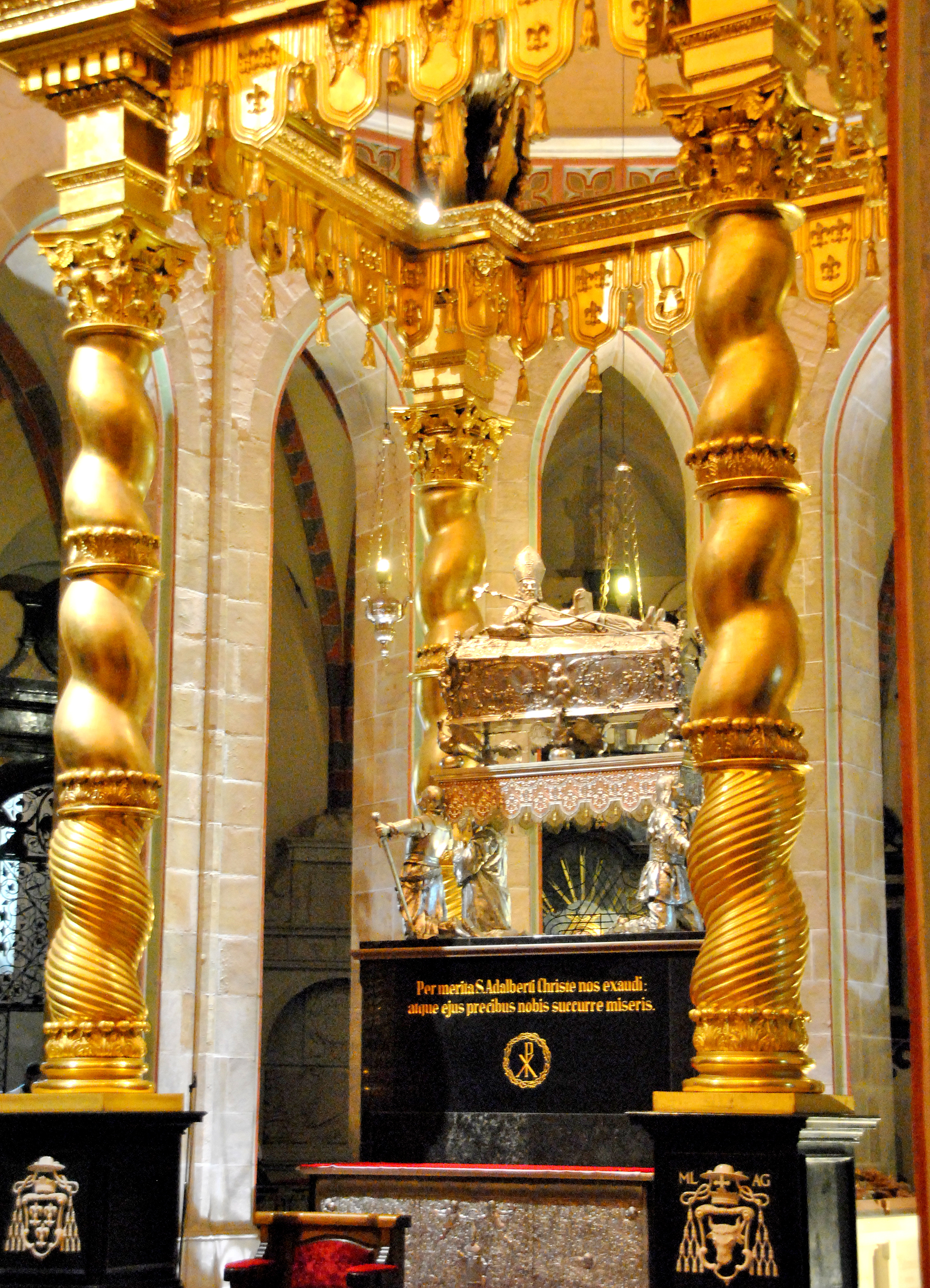
Konfesja współcześnie

### Cztery romańskie konfesje
Pierwsza konfesja znajdowała się w kościele grodowym - rotundzie Najświętszej Maryi Panny z drugiej połowy X wieku, dokładniej w aneksie, dobudowanym do nawy rotundy od strony południowo-zachodniej. Rzut poziomy tej dobudówki miał formę wycinka koła, o średnicy zewnętrznej równej średnicy nawy rotundy, a więc ok. 9 m. Zewnętrzna, łukowata ściana aneksu opierała się na prostoliniowej ścianie szczytowej, dostawionej prawie prostopadle do nawy rotundy. Pochowano tam w 997 roku ciało św. Wojciecha, wykupione przez Bolesława Chrobrego. Dobudówkę wykonano w pośpiechu – ławę fundamentową nie tworzyły warstwy kamieni, lecz wylana wprost do wkopu fundamentowego zaprawa, na której po stwardnieniu układano ścianę z płytek kamiennych. Wewnątrz aneksu, przy wewnętrznej stronie ściany na osi długiej całej rotundy, widoczny jest spąg kamiennego fundamentu, który jest pozostałością pierwotnej, kamiennej, przedromańskiej konfesji św. Wojciecha z roku 997. Forma architektoniczna tego pierwszego mauzoleum męczennika jest bliżej nieokreślona, jednak prawdopodobnie składało się ono z ołtarza, zespolonego z grobem, zawierającym relikwie. 
W pierwszej połowie XI wieku przystąpiono do budowy kamiennej bazyliki w miejsce kościoła grodowego. Był to trójnawowy, beztranseptowy kościół bazylikowy, zamknięty od wschodu trzema apsydami, z nową przedromańską konfesją św. Wojciecha. Ulokowano ją w mistycznym i geometrycznym środku całej budowli (in medio ecclesiae). Miała postać grobowej kaplicy, wytyczonej na planie kwadratu o bokach ok. 4,7 m, o obniżonym poziomie użytkowym względem nawy głównej. Wewnątrz niej, przy ścianie wschodniej znajdował się ołtarz z grobem z relikwiami. Boki tego ołtarza ozdabiały trzy złote tablice. Na pograniczu nawy głównej i prezbiterium znajdował się tumbowy grobowiec Radzyma Gaudentego, znajdujący się obecnie w podziemiach katedry. Długość całkowita budowli wynosiła ok. 37,5 m. Większość kosztowności, podobnie jak same relikwie zostały wywiezione z Gniezna przez Brzetysława II. W Gnieźnie zachowały się relikwie wmurowane w różnych miejscach w ścianach świątyni, sprowadzono także szczątki świętego, ofiarowane wcześniej innym parafiom.
W drugiej połowie XI wieku przystąpiono do budowy drugiej bazyliki. Powstała w niej nowa, romańska konfesja, trzecia z kolei. Znajdowała się ona w środkowej części nawy głównej, w centrum romańskiej bazyliki; miała postać monumentalnej konstrukcji – cokołu, zbudowanego na planie prostokąta o szerokości ponad 4 m i rekonstruowanej długości ok. 6 m. We wschodniej jego partii znajdowała się komora grobowa na planie kwadratu o boku ok. 1,7 m, licowana od wnętrza ciosami. Komora grobowa, przesklepiona, stawała się namiastką krypty. Nad nią znajdował się ołtarz, ulokowany na wyniesionym nad poziom posadzki cokole.
W drugiej połowie XII wieku skuto konfesję i wybudowano nową, czwartą konfesję przesuwając ją do wschodniego przęsła, sąsiadującego z prezbiterium, gdzie później znajdowały się również kolejne konfesje gotyckie i nowożytne. Konfesja była wydłużoną strukturą na planie prostokąta o szerokości ok. 1,7 m i długości niespełna 3,5 m. Nie zawierała ona elementu wziemnej komory grobowej, lecz przeznaczona była do ostentacji relikwiarza św. Wojciecha powyżej poziomu użytkowego katedry. Relikwie były eksponowane w sarkofagu architektonicznym, umieszczonym ponad ziemią na cokole, do którego od zachodu dochodził zapewne ołtarz.

### Barokowa konfesja
Jej marmurowe elementy wykonano w 1680 roku. Drewniany, ażurowy baldachim na kręconych kolumnach powstał w 1681 roku. Natomiast srebrna trumienka jest wcześniejsza, została ufundowana i wykonana w 1662 roku. Postacie symbolizujące poszczególne stany powstały w 1897 roku, z okazji 900-lecia śmierci św. Wojciecha. Srebrna trumienka powstała z fundacji bpa Wojciecha Pilchowicza w gdańskim warsztacie Piotra von der Rennena. Orły, na których spoczywa konfesja, oznaczone są puncą HPJ i herbem Gdańska, ponieważ wykonał je gdański złotnik Hans Paul Jung. Ksiądz Konstanty Lipski i biskup Albert Stawowski zobowiązali się sfinansować kolejny etap przedsięwzięcia. Prace kamieniarskie wykonał „magister lapidarius” z Krakowa, a snycerskie „artifex sculptor” z Warszawy. Nazwiska projektanta i wykonawców nie zachowały się do naszych czasów. Odlew czterech postaci wykonano w warsztacie berlińskim według projektu Władysława Marcinkowskiego. 
W czasie II wojny światowej baldachim został zdemontowany i złożony w pomieszczeniach wieży południowej, przygotowany do wywiezienia przez Niemców, do czego jednak nie doszło. Przetrwał po zawaleniu się hełmu wieży w 1945 roku, ale został odkryty dopiero w latach 90.. Same relikwie zostały wywiezione w czasie wojny do Inowrocławia, gdzie przetrwały okupację i działania wojenne. Trumienka również nie ucierpiała w tym czasie. 
W nocy z 19 na 20 marca 1986 roku doszło do włamania, w czasie którego złodzieje łomami i brzeszczotami wyrwali i wycięli ozdoby, dewastując całość. Ukradli z sarkofagu postać św. Wojciecha wykonaną w srebrze, pastorał biskupi, poduszkę srebrną, trzy aniołki, odłamali też skrzydła sześciu orłom. Z wieka trumny oderwali fragment srebrnej blachy. Zostali schwytani w Gdańsku, jednak srebro zostało przetopione. 

## Wygląd obecny

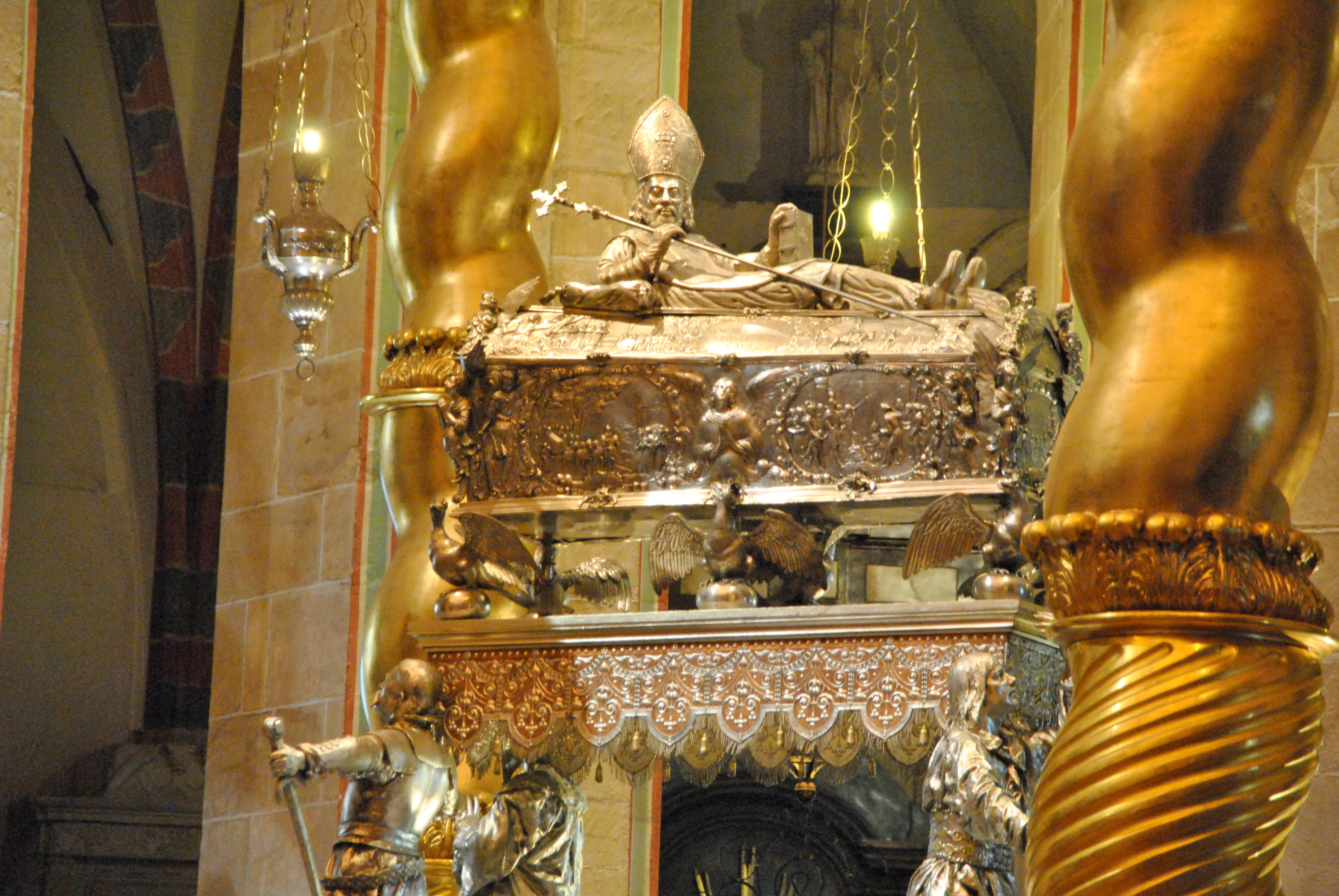
Relikwiarz-trumienka św. Wojciecha

Najistotniejszym elementem całej konfesji jest srebrny relikwiarz w kształcie trumienki spoczywającej na sześciu orłach, którą dźwigają postacie symbolizujące cztery stany: chłopstwo, mieszczaństwo, duchowieństwo i rycerstwo. Na wieku i bokach trumienki, w owalnych medalionach, przedstawiono dziesięć scen z życia św. Wojciecha. Dekorację trumny dopełniają medaliony z napisami fundacyjnymi i dewocyjnymi. Srebrny relikwiarz na czarnym marmurowym cokole dekoracyjnie obejmuje złocony baldachim na kręconych kolumnach, spięty lambrekinami. Całość wieńczą woluty podtrzymujące kulę ziemską z krzyżem. Na kolumnach umieszczono smukłe postacie aniołów z girlandami.
Nad relikwiarzem znajduje się złocony baldachim, na wzór rzymskiego baldachimu z bazyliki św. Piotra.